# Eumecocera impustulata
Eumecocera impustulata är en skalbaggsart som först beskrevs av Victor Ivanovitsch Motschulsky 1860.  Eumecocera impustulata ingår i släktet Eumecocera och familjen långhorningar. Inga underarter finns listade i Catalogue of Life.